# Lavours
Lavours település Franciaországban, Ain megyében. Lakosainak száma 138 fő (2022. január 1.). Lavours Cressin-Rochefort, Flaxieu, Pollieu, Chanaz és Culoz-Béon községekkel határos.

## Népesség
A település népességének változása:
| Lakosok száma | 147  | 144  | 108  | 124  | 144  | 129  | 124  | 131  | 135  | 138  |
|               | 1968 | 1982 | 1990 | 2006 | 2013 | 2015 | 2017 | 2019 | 2020 | 2022 |